# Una vita per il cinema
Una vita per il cinema è una manifestazione annuale, che si svolge a Roma, nata nel 1954 per volere di Alessandro Ferraù dove vengono premiati coloro che si sono distinti nel mondo del cinema, dai registi, agli attori, ai produttori ai cantanti, dai giornalisti alle maestranze; possono ricevere il premio anche case di produzione, film et similia; alle volte vengono premiati anche personaggi che si sono distinti in altri ambiti. Nel 1992 la manifestazione viene sospesa a causa delle condizioni di salute del patron Ferraù, scomparso poi nel 1994; viene ripresa annualmente a partire dal 2009.

## I premi
Durante la manifestazione vengono conferiti vari premi, il premio fulcro della manifestazione sono le "Medaglie d'oro", ma vengono consegnati anche altri premi, alle volte dati anche a personaggi che si sono distinti in altri ambiti. I premiati sono personaggi distintisi nel mondo del cinema quali attori, produttori, registi, ecc... vengono premiati anche case di produzione, film et similia, durante la manifestazione vengono assegnati anche premi a giornalisti e per la prima volta nella storia della manifestazione nel 2012 è stata premiata una cantante, si tratta di Noemi che è stata premiata con una "Scultura Lello Esposito".
Di seguito elencati i nomi di tutti i premi conferiti negli anni:
- Medaglia d'oro
- Medaglia d'oro scenografia
- Medaglia d'oro come agente delle star
- Medaglia d'oro come sarte
- Medaglia d'oro per la fotografia
- Medaglia d'oro doppiaggio
- Medaglia d'oro come impiegati Anica
- Medaglia d'oro come aiuto regista
- Medaglia d'oro come dirigente archivio storico luce
- Medaglia d'oro come truccatore e parrucchiera
- Medaglia d'argento
- Medaglia d'argento come giovane promessa del cinema italiano
- Trofeo al cinema
- Trofeo speciale
- Vittoria di Samotracia
- Vittoria di Samotracia d'argento
- Vittoria di Samotracia d'argento alla carriera
- Vittoria di Samotracia per la lunga e meritoria attività nel mondo del cinema
- Vittoria cinematografica
- Vittoria alata
- Scultura "Lello Esposito"
- Targa d'oro
- Targa d'argento
- Targa speciale
- Targa d'onore
- Targa miglior produttore
- Targa annuario del cinema italiano e audiovisivi
- Targa annuario per soggetto e sceneggiatura di "K2"
- Targa annuario come musicisti di fama internazionale
- Targa d'oro annuario del cinema italiano e audiovisivi
- Targa speciale annuario del cinema italiano e audiovisivi
- Targa d'oro per gli incassi
- Penna d'oro
- Penna d'oro per gli 80 anni d'età e per la sua straordinaria carriera nel mondo del cinema
- Penna d'argento
- Penna d'argento a chi fa comunicazione nel cinema
- Nastro azzurro
- Nastro azzurro speciale
- Nastro azzurro per i maggiori incassi dei film italiani
- Nastro azzurro per i maggiori incassi dei film stranieri
- Pergamena
- Coppa d'argento
- Coppa "Giulio Manenti"
- Riconoscimento
- Riconoscimento speciale
- Premio "Mercurio"
- Statuetta "Dea Romana della Fortuna"
- Pegaso alato
- Cavallino rampante
- Premio Lancia Award

## Premiati

### 1ª edizione
La 1ª edizione si è svolta nel 1954. Di seguito sono riportati i premiati suddivisi a seconda del premio ricevuto.
Medaglia d'oro
- Nicola De Pirro
- Eitel Monaco
- Renato Gualino
- Goffredo Lombardo
- Franco Penotti
- Italo Gemini
- Giulio Manenti
- Alessandro Blasetti
- Isa Miranda
- Amedeo Nazzari
- Carlo Montuori
- Leonardo Magagnini

Penna d'argento
- Bruno Beneck
- Anacleto Tanda
- Lux Film

Targa
- Angelo Rizzoli

### 2ª edizione
La 2ª edizione si è svolta nel 1955. Di seguito sono riportati i premiati suddivisi a seconda del premio ricevuto.
Medaglia d'oro
- Achille Valignani
- Ettore Maria Margadonna
- Alida Valli
- Vittorio De Sica
- Carlo Ponti
- Dino De Laurentiis
- Carmine Gallone
- Tito Marconi
- Vittorio Mattea
- Antonio Mosco
- Giuseppe Amato
- Anchise Brizzi
- Irene Maria Boni
- Sandro Pallavicini
- Vincenzo Barattolo
- Linda Penotti
- Mario Protti
- Umberto Momi
- Piero Cavazzuti

Penna d'oro
- Arnoldo Mondadori

Penna d'argento
- Augusto Favalli

Nastro Azzurro
- Goffredo Lombardo

Pergamena
- Unitalia Film
- Italian Film Export

Medaglia d'argento
- Telemaco Ruggeri
- Enrico Pompei
- Edoardo Pappalardo
- Dandolo Mucci

### 3ª edizione
La 3ª edizione si è svolta nel 1956. Di seguito sono riportati i premiati suddivisi a seconda del premio ricevuto.
Medaglia d'oro
- Aldo De Benedetti
- Adele Rempicci Greco
- Augusto Genina
- Giovanni Amati
- Luigi Mangano
- Totò
- Fortunato Misiano
- Fritz Micucci
- Maleno Malenotti
- Gino Cervi
- Arturo Gallea
- Piero Mander
- Livio Pavanelli
- Carlo Navone
- Bruno Ventavoli
- Anna Magnani

Penna d'oro
- Enrico Giannelli

Penna d'argento
- Mario Natale
- Claudio Landozzi
- Lello Bersani

Nastro Azzurro
- Lux Film - Ponti/De Laurentiis
- Ceiad - Columbia

Medaglia d'argento
- Dante Dispoli
- Edmondo Van Riel
- Angelo Maratta

Pergamena
- Istituto Luce
- Cines
- Guido Notari
- Maleno Malenotti

### 4ª edizione
La 4ª edizione si è svolta nel 1959. Di seguito sono riportati i premiati suddivisi a seconda del premio ricevuto.
Medaglia d'oro
- Annibale Scicluna
- Giuseppe La Guardia
- Guido Gatti
- Angelo Rizzoli
- Isidoro Broggi
- Henry Lombroso
- Leo Cevevini
- Mario Camerini
- Silvana Mangano
- Marisa Merlini
- Suso Cecchi D'Amico
- Peppino De Filippo
- Alberto Sordi
- Mario Craveri
- Piero Filippone
- Remo Volterra
- Arturo Arena

Pergamena
- Amedeo Nazzari
- Ludovico Riccardi
- Sam Spiegel
- I dieci comandamenti
- Goffredo Lombardo

Targa d'argento
- Franco Critaldi

Coppa "Giulio Manenti"
- Guido Giambartolomei

Medaglia d'argento
- Angelo Frontoni
- Ernesto Achilli
- Domenico Giacobbi
- Vito Sartor

Penna d'argento
- Augusto Borselli
- Enzo De Bernart
- Mario Natale
- Pierpaolo Pineschi

### 5ª edizione
La 5ª edizione si è svolta nel 1961. Di seguito sono riportati i premiati suddivisi a seconda del premio ricevuto.
Medaglia d'oro
- Gianni De Tomasi
- Alfredo Guarini
- Fabrizio Cilenti
- Franco Cristaldi
- Guido Gianbartolomei
- Renato Trentini
- Umberto Orlandi
- Tullio Pinelli
- Oreste Biancoli
- Carlo Campogalliani
- Aldo Tonti
- Gina Lollobrigida
- Anita Ekberg
- Aldo Fabrizi
- Lydia Simoneschi
- Emilio Cigoli
- Vasco Valerio

Statuetta "Dea Romana della Fortuna"
- Dino De Laurentiis
- Titanus

Coppa "Giulio Manenti"
- Ermanno Donati
- Luigi Carpentieri

Nastro Azzurro
- Goffredo Lombardo
- Metro-Goldwyn-Mayer
- Riama
- Charles Rosmarin

Targa d'argento
- Lidio Bozzini
- Lionello Santi

Penna d'argento
- Ettore Mattia
- Gigi De Sanctis

Medaglia d'argento
- Italo Tomassi
- Mario Capitani

### 6ª edizione
La 6ª edizione si è svolta nel 1962. Di seguito sono riportati i premiati suddivisi a seconda del premio ricevuto.
Medaglia d'oro
- Giuseppe Tavazza
- Pasquale Lancia
- Giacomo Rancati
- Giovanni Addessi
- Vittorio Martino
- Mario Stefanutti
- Pio Pandolfi Alberici
- Nino Misiano
- Vieri Niccoli
- Renato Castellani
- Claudia Cardinale
- Rossano Brazzi
- Lee Kamern
- Tonino Delli Colli

Statuetta "Dea Romana della Fortuna"
- Dino De Laurentiis
- Cinematografica
- Cineriz
- Dear Film

Targa d'argento
- Salvatore Argento

Coppa "Giulio Manenti"
- Felice Felicioni

Pergamena
- Lauro Laurenti

Nastro Azzurro
- Franco Cristaldi
- Columbia
- Ceiad
- Lux Film

Penna d'argento
- Arnaldo Giusti
- Franco Cauli

Medaglia d'argento
- Liliana Celli
- Teresa Morelli
- Umberto Proietti
- Arride Aguiari

### 7ª edizione
La 7ª edizione si è svolta nel 1964. Di seguito sono riportati i premiati suddivisi a seconda del premio ricevuto.
Medaglia d'oro
- Frand De Biase
- Vittorio Gassman
- Rosanna Schiaffino
- Folco Lulli
- Franca Valeri
- Franco Bruno
- Mario Villa
- Carmine Cianfarani
- Mario Monicelli
- Lionello Santi
- Mario Cecchi Gori
- Ugo Ugoletti
- Ermete Santucci
- Giuseppe Filosto
- Mike Lauria
- Carlo Casati
- Ciovanni Sciscione

Coppa "Giulio Manenti"
- Dario Sabatello

Targa d'argento
- Mario Natale
- Dino De Laurentiis
- Cinematografica
- Universal International
- Interfilm

Nastro Azzurro
- Dear - Fox
- Interfilm

Penna d'argento
- Ugo Rinaldi
- Alberto Lommi
- Guglielmo Modestini
- Alo Puccini

### 8ª edizione
La 8ª edizione si è svolta nel 1965. Di seguito sono riportati i premiati suddivisi a seconda del premio ricevuto.
Medaglia d'oro
- Rosario Errigo
- Enrico Giannelli
- Michelangelo Antonioni
- Alberto Lattuada
- Eleonora Rossi Drago
- Elisa Cegani
- Walter Chiari
- Nino Manfredi
- Bruno Pazzi
- Luigi Rovere
- Bruno Todini
- Gigi De Santis
- Attilio D'Onofrio
- Pilade Levi
- Erlando Leoni
- Renato Cammarota
- Felice Polizzi
- Oscar Nasini
- Augusto Tiezzi
- Giacinto Solito

Targa speciale
- Dino De Laurentiis

Coppa d'argento
- Mario Cecchi Gori

Coppa "Giulio Manenti"
- Fortunato Misiano

Penna d'oro
- Pietro Pintus

Penna d'argento
- Vincenzo Labella
- Pierpaolo Pineschi

Pergamena
- Istituto Luce
- Joseph L. Mankiewicz

Nastro Azzurro
- Dear - United Artists
- Interfilm

Targa d'argento
- Cineriz
- Dear - Fox
- Dear - United Artists
- Interfilm
- Universal International

Medaglia d'argento
- Tullio Benvenuti
- Remo Marsili
- Agostino Moretti
- Alfredo Vincenti

### 9ª edizione
La 9ª edizione si è svolta nel 1966. Di seguito sono riportati i premiati suddivisi a seconda del premio ricevuto.
Medaglia d'oro
- Eduardo De Filippo
- Luigi Zampa
- Francesco Rosi
- Michele Guido Franci
- Lidio Bozzini
- Giovanni Germani
- Giordano Rota
- Luigi De Laurentiis
- Ezio Gagliardo
- Giorgio Papi
- Arrigo Colombo
- Agenore Incrocci
- Furio Scarpelli
- Luigi Tedeschi
- Giuseppe Valerio
- Giuseppe De Castro
- Armando Scalzaferri
- Antonio Mansueto
- Mario Jacchia
- Eristo Ricci
- Raffaele Tucci
- Ferdinando Aceto
- Ferdinando Vittorioso
- Goffredo Rocchetti

Targa d'oro
- Achille Corona

Targa d'onore
- Dino De Laurentiis
- Italo Gemini
- Franco Penotti

Pergamena
- Gino Cervi
- Totò
- Fortunato Misiano
- Sandro Continenza

Targa speciale
- Giovanni Amati
- Joseph Levine

Penna d'oro
- Alberto Ceretto

Penna d'argento
- Carlo Alberto Balestrazzi
- Emanuele Martelli

Targa d'argento
- Mario Cecchi Gori
- Cineriz
- Dear - Fox
- Dear - United Artists
- RCA Italiana

Coppa "Giulio Manenti"
- Elio Scardamaglia

Pergamena
- Dear - United Artists

Nastro Azzurro
- P.E.A.

Medaglia d'argento
- Giovanni Onorato
- Anna Angeloni
- Teresa Giuppi
- Sabatino Tesei
- Armando Piccirilli
- Giovanni Verrillo
- Oscar Di Santo
- Augusto Paciotta

### 10ª edizione
La 10ª edizione si è svolta nel 1967. Di seguito sono riportati i premiati suddivisi a seconda del premio ricevuto.
Medaglia d'oro
- Marcello Mastroianni
- Virna Lisi
- Angelo Foffano
- Benedetta Orta
- Maria Pia De Giorgi
- Renata Bozza
- Fabio De Luca
- Rodolfo Bocchi Taylor
- Alfredo Bini
- Antonio Pietrangeli
- Ermanno Donati
- Luigi Carpentieri
- Franco Clementi
- Antonio Busatti
- Walter Schwentbauer
- Fulvio Frizzi
- Alessandro Guglielmotti
- Otello Colangeli
- Alvaro Mancori
- Luigi Giacosi
- Franco Galliano
- Romualdo Farinelli
- Pier Carlo Ruffilli
- Luciano Pappalardo
- tatiana Mariani
- Liliana Avincola
- Lucia Cannone
- Aldredo D'Angelo
- Domenico Scarozza
- Mario Ciccocioppo
- Antonio Casagrande

Targa d'oro
- Bino Cicogna
- Oscar Nasini
- Bernard Blair
- Robert Haggiag
- Dino De Laurentiis
- Goffredo Lombardo
- Metro-Goldwyn-Mayer

Targa speciale
- Sergio Leone

Targa miglior produttore
- Mario Cecchi Gori

Coppa "Giulio Manenti"
- Italo Zingarelli

Pergamena
- Carmine Gallone
- Carlo Campanini
- Andrea Checchi
- Memmo Carotenuto

Penna d'oro
- Nino Nutrizio

Penna d'argento
- Alessandro Portuesi
- Edoardo Pizzi
- Cesare Zanfardini

Nastro Azzurro
- P.E.A.
- Metro-Goldwyn-Mayer

### 11ª edizione
La 11ª edizione si è svolta nel 1968. Di seguito sono riportati i premiati suddivisi a seconda del premio ricevuto.
Medaglia d'oro
- Enrico Maria Salerno
- Monica Vitti
- Gillo Pontecorvo
- Silvio Clementelli
- Italo Zingarelli
- Carmine Bologna
- Antonio Petrucci
- Massimo Graziosi
- Eugenio Morando di Custoza
- Armando Bianchi
- Clemente Fracassi
- Luigi Ielmini
- Valentino Brozio
- Emilio Di Santo
- Umberto Sacripanti
- Lauro Gazzolo
- Alessandro Befani
- Enzo Musumeci Greco
- Osvaldo Civirani
- Fausto Latini
- Settimio Plini
- Mario Del Greco

Trofeo del cinema
- Bino Cicogna
- Marina Cicogna

Targa d'oro
- Oscar Nasini
- Myron Karlin
- Francis Cantor
- Angelo Rizzoli
- Gofferdo Lombardo
- Fortunato Misiano
- Luigi Beretta
- Euro International Film
- Corona Cinematografica

Targa speciale
- Alberto Grimaldi

Coppa "Giulio Manenti"
- Gilberto Carbone

Nastro Azzurro
- Dear - United Artists
- Interfilm

### 12ª edizione
La 12ª edizione si è svolta nel 1969. Di seguito sono riportati i premiati suddivisi a seconda del premio ricevuto.
Medaglia d'oro
- Domenico De Gregorio
- Emilio Lonero
- Alberto Fioretti
- Walter Borg
- Sylva Koscina
- Yvonne Sanson
- Franco Franchi
- Ciccio Ingrassia
- Luigi Comencini
- Cartesio Melchiorri
- Ugo Santalucia
- Harry Bruckman
- Emanuele Vivalda
- Aurelio Rossi
- Carlo Di Palma
- Giuseppe Mela
- Salvatore Corapi
- Antonio Musu
- Ezio Crescenzi
- Raffaele Barretta
- Teofilo Panzironi
- Stefano Canzio
- Remo Crespina
- Fernando Prosperi
- Vittorio Serafini
- Gastone Bettanini
- Enrico Uccellini
- Libero Innamorati
- Vittorio Stagni
- Guido Stagni
- Sergio Bergamini
- Mario Giacomo Gili
- Marcello Cenciotti
- Mario Fiocchi
- Franco Pratesi
- Enrico Di Pietro
- Vincenzo Mazzola
- Mario Chierichini
- Nello Meniconi
- Vittorio Musy Glori
- Aldo Raparelli
- Maria Giarrusso Chionni
- Maria Antonietta May
- Resi Bruletti
- Eraldo Giordani
- Nicola Matarazzo
- Tonino Baroni
- Alberto Pagnini
- Leone Guerra
- Ascanio Istanti
- Fernando Di Gennaro

Trofeo speciale
- Marina Cicogna

Targa d'oro
- Euro International Film
- Metro-Goldwyn-Mayer
- Cineriz
- Dear - United Artists
- Paramount
- Titanus
- 20th Century Fox
- Opus Proclama

Targa speciale
- Giovanni Amati
- Mario Pesucci

Vittoria alata
- Nino Manfredi
- Alberto Sordi
- Ugo Tognazzi
- Monica Vitti

Nastro Azzurro
- Bino Cicogna
- Metro-Goldwyn-Mayer

Penna d'argento
- Sandro Simeoni
- Osvaldo De Micheli
- Angelo Parmigiani
- Paolo Vassallo

### 13ª edizione
La 13ª edizione si è svolta nel 1970. Di seguito sono riportati i premiati suddivisi a seconda del premio ricevuto.
Medaglia d'oro
- Marina Berti
- Claudio Gora
- Antonella Lualdi
- Franco Interlenghi
- Attilio Dottesio
- Mario Mariani
- Antonio Morelli
- Giuseppe Fatigati
- Lionello Dottarelli
- Cesare Badiali
- Walter Bedogni
- Vincenzo Adinolfi
- Guido Maestrelli
- Lucio Romani
- Otello Trevisan
- Luigi Greco
- Pasquale Festa Campanile
- Luigi Magni
- Carmelo Rocca
- Pietro Bregni
- Edmondo Amati
- Roberto Palaggi
- Bruno Turchetto
- Mario Montanari
- Iolanda Palù
- Giuseppe Amato
- Alberto De Rossi
- Mario Chionni
- Ezio Vitale
- Franco Scampini
- Anna Sabatini
- Turi Fedele
- Renzo Santandrea
- Ida Merkel
- Maria Teresa Corridoni
- Maria Fanetti
- Alberto Del Lungo
- Renato Innamorati
- Bruno Brunacci
- Lino Pecoraro
- Orlando Dolci
- Rubeo Elmiro
- Giacomo Pranzoni

Vittoria cinematografica
- Marina Cicogna
- Daniele Senatore

Vittoria di Samotracia
- Monica Vitti
- Alberto Sordi

Targa d'oro
- Carmine Cianfarani
- Pio Angeletti
- Adriano De Micheli
- Silvio Clementelli
- Euro International Film
- Ital-Noleggio Cinematografico
- Titanus
- Universal Film
- Dear - United Artists

Pegaso alato
- Giuliano Gemma

Nastro Azzurro
- Euro International Film
- Dear - United Artists

Penna d'oro
- Italo Dragosei

### 14ª edizione
La 14ª edizione si è svolta nel 1971. Di seguito sono riportati i premiati suddivisi a seconda del premio ricevuto.
Medaglia d'oro
- Renato Rascel
- Alighiero Noschese
- Enrico Montesano
- Franco Pesce
- Carlo Tamberlani
- Marcello Danon
- Maurizio Lodi-Fè
- Stelvio Cipriani
- Enzo Barboni
- Mario Saragò
- Silvio Severi
- Giorgio Adriani
- Fulvio Gagliardo
- Giuseppe Giacchi
- Franco Tagliamonte
- Gianni Sarri
- Franco Fuscà
- Luciano Chitarrini
- Sam Steinman
- Bruno Sassaroli
- Valentino Trevisano
- Rinaldo Geleng
- Agostino Scano
- Carlo Alberto Alfieri
- giovanni Carnevalini
- Nicola De Bellis
- Tito Bastianello
- Federico Cremonesi
- Raffaele Valerio De Ferraris
- Luigi Della Porta
- Angelo D'Andrea
- Antonio Dolfi
- Elios Falangola
- Osvaldo Spagnoli
- Giorgio Vicari
- Anna Maria Scafasci
- Silvio Puntel

Vittoria di Samotracia
- Riccardo Cucciolla
- Vittorio Gassman
- Nino Manfredi
- Alberto Sordi
- Ugo Tognazzi
- Giovanna Ralli
- Florinda Bolkan

Targa d'oro
- Dino De Laurentiis
- Silvio Clementelli
- Mario Cecchi Gori
- Italo Zingarelli
- Alberto Bevilacqua
- Interfilm
- Fida Cinematografica
- Cineriz
- Euro International Film
- Cinema International Corporetion
- Jumbo Cinematografica

Nastro Azzurro
- Avco Embassy
- Titanus

### 15ª edizione
La 15ª edizione si è svolta nel 1972. Di seguito sono riportati i premiati suddivisi a seconda del premio ricevuto.
Medaglia d'oro
- Salvatore Argento
- Ottavio Jemma
- Pietro Francisi
- Roberto Bianchi Montero
- Alfredo Burla
- Orazio Tassata
- Anna Davini
- Alessandro Gori
- Liana Ferri
- Nino Baragli
- Euclide Santoli
- Otello Fava
- Grazia De Rossi
- Enzo Consolini
- Domenico Savino
- Marisa Di Masci
- Nadia De Stefanis
- Antonio Ghighine
- Alberto Boccianti
- Gino Santini
- Enzo Bernardini
- Giovanni Fantini
- Andrea Gazzera
- Rocco Preite
- Filippo Paolone
- Fernando Basile
- Attilio Pandolfi
- Piera Geri
- Mario Amari
- Francesco Caraccioli
- Alberto Rebella
- Luigi Pasqualetti
- Silvana Girelli
- Adriana Marasca
- Graziella Vittori
- Marcella Caporali
- Renato Caudei
- Mario Calabria
- Vittorio Trentino
- Benedetto Cioccio
- Bruno Ansalone
- Lucio Liviero
- Antonio Di Salvo
- Lorenzo Picco
- Vittorio Balbi

Vittoria di Samotracia
- Nino Manfredi
- Rossana Podestà
- Lando Buzzanca
- Mariangela Melato
- Giuliano Montaldo
- Franco Cristaldo
- Mario Pesucci
- Italo Zingarelli
- Cesare Lanza

Targa d'oro
- Dario Argento
- Marco Vicario
- Joseph E. Levine
- Alberto Genesi
- Ettore Catalucci
- Euro International Film
- Cinema International Corporation
- Cineriz
- Delta
- Fida Cinematografica
- United Artists Europa
- Titanus

Coppa "Giulio Manenti"
- Roberto Infascelli

Pergamena
- Enrico Wertmüller

Penna d'argento
- Claudio Argento
- Enrico Messina

### 16ª edizione
La 16ª edizione si è svolta nel 1973. Di seguito sono riportati i premiati suddivisi a seconda del premio ricevuto.
Medaglia d'oro
- Vittorio Caprioli
- Gianni Rizzo
- Raf Vallone
- Mario Cerri
- Franco Svampa
- Guerriero Guerrieri
- Aimo Stefano
- Alfo Giordani
- Armando Grottini
- Domenico Bologna
- Renato Panetuzzi
- Cecilia Bigazzi
- Renato Falusca
- Mario Cecchetti
- Giulio Orfei
- Ercole Rossi
- Alberto Criscuolo
- Alfredo Moriconi
- Fortunato Carruba
- Ugo Ciappa
- Ubaldo Matteucci
- Giovanni Grande
- Gaetano Principe
- William Quilleri
- Aldo Isola
- Salvatore Mazza
- Angelo Peruzzi
- Alfonso D'Auria
- Giancarlo Sala
- Gastone Poggi
- Luciano Romagnoli
- Franco Manfredini
- Giorgio Rocchi
- Maria Chirone
- Rometta Pietrostafani
- Elda Lamastra
- Marisa Jozzi
- Lia Secondino
- Silvano Michisanti
- Giuseppe Zuccaretti
- Luigi Pinnarò
- Pietro Capi
- Massimo Jaboni
- Elda Magnanti
- Fernanda Materni
- Pio Ierdi

Vittoria di Samotracia
- Florinda Bolkan
- Giancarlo Giannini
- Bud Spencer
- Bernardo Bertolucci
- Lina Wertmüller
- E.B. Clucher
- Italo Zingarelli
- Roberto Palaggi
- Silvio Clementelli
- Dino De Laurentiis
- Alberto Grimaldi

Riconoscimento speciale
- Andrea Rizzoli

Vittoria cinematografica
- Mario Pesucci

Targa d'oro
- Francisco Rabal
- Edmondo Amati
- Raimondo Castelli
- Cineriz
- Fulvio Frizzi
- Titanus
- United Artists Europa
- Euro International Film
- Romano Cardarelli
- Cinema International Corporation
- Jumbo Cinematografica

Penna d'oro
- Vinicio Marinucci

Premio "Mercurio"
- Osvaldo De Micheli

Pergamena
- Pasquale Festa Campanile

Coppa "Giulio Manenti"
- Alberto Pugliese
- Luciano Ercoli

Nastro Azzurro
- Cinema International Corporation

### 17ª edizione
La 17ª edizione si è svolta nel 1974. Di seguito sono riportati i premiati suddivisi a seconda del premio ricevuto.
Medaglia d'oro
- Nardo Sparapassi
- Giocondo Diotalelvi
- Mariano De Marchis
- Mara Rocchetti
- Giuseppe Annunziata
- Vincenzo Tomassi
- Ernesto Novelli
- Pietro Fornaca
- Marcello Proietti
- Mario Santolamazza
- Giustino De Grandis
- Alcide Castellari
- Primo Durazzi
- Luigi Lirici
- Roberto Moscatello
- Enzo Palma
- Giorgio Sandri
- Antonio Puzone
- Guido Volponi
- Silvano Manicardi
- Gerardo Galdieri
- Antonio Belviso
- Franco Giacomini
- Rino Araldi
- Romeo Assonitis
- Mario Nuzzolese
- Vincenzo Musumeci
- Manlio Gigliotti
- Giuseppe Benedetti
- Luigi Grassi
- Giuseppe Spiaggia
- Ferruccio De Martino
- Nino Crisman
- Lamberto Giovagnoli
- Flavio Mogherini
- Pino Locchi
- Mario Breghi
- Guido Celano
- Pina Bressa
- Rossana Bonatti
- Vanna Flussi
- Adelina Greco
- Elvira Lamastra
- Paolo Quagliero
- Elsa Carnevali
- Adriana Prolo

Vittoria di Samotracia
- Edmondo Amati
- Pio Angeletti
- Adriano De Micheli
- Silvio Clementelli
- Franco Cristaldi
- Dino De Laurentiis
- Giulio Sbarigia
- Liliana Cavani
- Franco Brusati
- Carlo Di Palma
- Monica Vitti
- Goffredo Lombardo
- Mario Pesucci
- Andrea Rizzoli
- Ciccio Ingrassia
- Renato Pozzetto

Targa d'oro
- Federico Mueller
- Maurizio Amati
- Giuseppe Tavazza
- Massimo Garnier
- Franco Micalizzi
- Aldo Appignani
- Pietro Bregni
- Roberto Palaggi
- Lee Kamern
- Edmondo Amati
- Cesare Lanza
- Goffredo Lombardo
- Mario Pesucci
- Eraldo Leoni
- Fulvio Frizzi

### 18ª edizione
La 18ª edizione si è svolta nel 1975. Di seguito sono riportati i premiati suddivisi a seconda del premio ricevuto.
Medaglia d'oro
- Clara Calamai
- Leopoldo Trieste
- Walter Chiari
- Piero La Mantia
- Guido Marpicati
- Italo Tinari
- Ulderico Bonfanti
- Giuseppe Cicolella
- Piero Debolini
- Fausto Taddei
- Francesco Pellicani
- Giovanni Papa
- Giuseppe Masini
- Gibba
- Giancarlo Salama
- Nicola De Tiberiis
- Bruno Mari
- Umberto Momi
- Enzo Zucca
- Michele Marsala
- Omero Lucchi
- Aldo Greci
- Nazzareno Santi
- Francesco Baldi
- Rodolfo Razzi
- Chiara Samugheo
- Emilio Bernardini
- Camillo Marino
- Ferdinando Falessi
- Ennio Coscarella
- Umberto Musaio
- Adriana Chiesa
- Lorenzo Borri
- Giuliano Benelli
- Fernando Mariotti
- Olindo Minesso
- Giuseppe Pilloni
- Rolando Morelli
- Giuseppe Gonti
- Liliana De falchi
- Elsa Zattini
- Laura Lorenzini
- Tina Girelli
- Giuliana Canapi
- Dolores Bordignon
- Renato Marinelli
- Alberto Chiappatopi
- Luciano Toscano
- Anna Tonini
- Telemaco Tilli
- Celestino Metelli
- Alberto Bartolomei

Vittoria di Samotracia
- Lisa Gastoni
- Monica Vitti
- Nino Manfredi
- Ugo Tognazzi
- Marcello Fondato
- Luigi De Laurentiis
- Salvatore Argento

Riconoscimenti speciali
- Andrea Rizzoli
- Mario Pesucci
- Edmondo Amati

Targa d'oro
- Luciano Vittori
- Roberto Palaggi
- United Artists Europa
- Medusa Film
- P.A.C.
- P.I.C.
- Titanus
- Cinema International Corporation
- Cineriz
- Sandro Amati
- Sesto Cifola
- Studio Stefani
- Michele Placido
- Ornella Muti
- Renato Cammarota
- Bud Spencer

Nastro Azzurro
- Delta
- P.I.C.

### 19ª edizione
La 19ª edizione si è svolta nel 1976. Di seguito sono riportati i premiati suddivisi a seconda del premio ricevuto.
Medaglia d'oro
- Cesare Zanfardini
- Silvio Mecci
- Giovanni Casaretto
- Giovanni Bagnerini
- Mario Bianchi
- Mario Ramacciotti
- Luigi Calcagni
- Dino Checcucci
- Vincenzo Zacchini
- Giovanni Battista Carnevali
- Osvaldo Perazzolo
- Italico Bucos
- Adrian Biccari
- Gabriella Amati
- Vincenza Buratti
- Lia Valente
- Erna Setti
- Nera Marino
- Sabina Campagnolo Andreoli
- Ester Alberini
- Fiammetta Galassi
- Mario Keller
- Ernesto Sammartino
- Giuseppe Cimino
- Giovanni Landolina
- Ferruccio Valenza
- Gastone Colantoni
- Sergio Coletta
- Angelo Di Mei
- Francesco Cinfrignini
- Luigi Ventresini
- Rino Ferrara
- Vittorio Grassi
- Salvatore Prignano
- Piero Siniscalchi
- Mario Van Riel
- Sergio Pesce
- Camillo Del Signore
- Marcello Buglioni
- Mario Di Biase
- Gaetano Scafidi
- Rosanna Ferrari
- Alessandro Melonari
- Giovanni Rendina
- Dante Clava
- Alvaro Frittelli
- Mario Speciale
- Nicola Amoruso
- Claudio Cilenti
- Antonio Montalbini
- Dario Tapparelli
- Leo Mendes
- Domenico Cenci
- Cesare Raviola
- Giuseppe Bordogni
- Franco La Marca
- Ciccio Alessi
- Rocco Moccia

Vittoria di Samotracia
- Lisa Gastoni
- Franco Nero
- Michele Placido
- Sergio Corbucci
- Mario Monicelli
- Luciano Salce
- Mario Cecchi Gori
- Roberto Infascelli
- Piero La Mantia

Riconoscimento speciale
- Andrea Rizzoli
- Mario Pesucci
- Pietro Bregni
- Edmondo Amati
- Silvio Clementelli
- Giovanni Bertolucci
- Salvatore Samperi
- Marco Bellocchio
- Bruno Vailati
- Maurizio Merli
- United Artists Europa

Targa d'oro
- Penny Karlin
- Fida Cinematografica
- 20th Century Fox
- P.A.C.
- P.I.C.
- United Artists Europa
- Cinema International Corporation
- Titanus
- Cineriz

Cavallino rampante
- Osvaldo De Micheli

### 20ª edizione
La 20ª edizione si è svolta nel 1977. Di seguito sono riportati i premiati suddivisi a seconda del premio ricevuto.
Medaglia d'oro
- Felicita Vallentin
- Emi Onorati
- Angelo Binarelli
- Antonio Gentile
- Mario Colambassi
- Danilo Marciani
- Tony Di Carlo
- Ottavio Oppo
- Franco Torriero
- Enrico D'Offizi
- Michelangelo Fara
- Ubaldo Pighetti
- Giovanni Cerocchi
- Dorino Pucci
- Armando Grilli
- Giancarlo Apolloni
- Mario Bigetti
- Walter Benelli
- Goffredo Ruel
- Carlo Foffi
- Mario Mandelli
- Vincenzo Cianfarini
- Sergio Ferretti
- Lamberto Prioreschi
- Wanda Marenzi
- Liliana Diroletti
- Teresa Zampini
- Rossana Marconi
- Maria Teresa Basili
- Franca Vesentin
- Palmira Pennisi
- Giulia Stefanelli
- Elena Valenzano
- Michele Colucci
- Romeo Carreri
- Roberto Stefani
- Giovanni Frisini
- Enzo Della Scala
- Vito Chiaia
- Carlo Audisio
- Demofilo Fidani
- Nando Gazzolo
- Andrea Aureli
- Sergio Felicioli
- Venanzio Biraschi
- Giorgio Odoardi
- Ediardo Cumitini
- Aldo Mariscioli
- Rinaldo Odorizzi
- Claudio Taurchini
- Luigi Valanzano
- Antonio Azzalli
- Alberto Manzella
- Ernesto Tavassi
- Adolfo De Nicola

Vittoria di Samotracia
- Ornella Muti
- Edmondo Amati
- Luigi De Laurentiis
- Aurelio De Laurentiis
- Achille Manzotti
- Dario Argento
- Enzo Baroni
- Marco Ferreri
- Mario Monicelli
- Alberto Sordi
- Monica Vitti

Riconoscimento
- Silvia Dionisio

Riconoscimento speciale
- Mario Pesucci
- Francisco Rodriguez
- Valeria Tucci
- Antonio Piccirilli
- Giordano Bruno Ventavoli
- Osvaldo De Micheli

Nastro Azzurro
- 20th Century Fox
- Dino De Laurentiis

Nastro Azzurro speciale
- United Artists Europa

Targa d'oro per gli incassi
- C.I.D.I.F.
- Fida Cinematografica
- 20th Century Fox
- P.I.C.
- United Artists Europa

Targa d'oro
- Cinema International Corporation
- Cineriz

Penna d'argento
- Vito Matassino
- Edoardo Enzo Pizzi

### 21ª edizione
La 21ª edizione si è svolta nel 1986. Di seguito sono riportati i premiati suddivisi a seconda del premio ricevuto.
Medaglia d'oro
- Anna Maria Scafasci
- Elvira Giordano
- Gina Paolantoni
- Paola Di Benedetto
- Liliana Lattanzi
- Rosella Gori
- Serena Dal Farra
- Laura Bonanni
- Luigi Mercangeli
- Massimo Massimi
- Natale Rossini
- Riccardo Mariani
- Dario Catelani
- Renzo Grazia
- Roberto Costanzi
- Mario Jacchia
- Roberto Natrici
- Antonio Morè
- Raniero Natilli
- Maurizio Pensa
- Pasquale Croce
- Remo Ugolinelli
- Franco Anniballi
- Tatiana Morogi
- Giuliana Attenni
- Gigi De Santis
- Umberto Alunni
- Sandro Pierotti
- Raimondo Castelli
- Francesco Bellassai
- Luigi Cecconi
- Mario Sèeciale
- Corrado Bevilacqua
- Luigi De Pedys
- Ernesto Francescon
- Gian Luigi Rondi
- Fabrizio Gabella
- Mario Verdone
- Franco Cauli
- Franco Scampini
- Mario Natale
- Edmondo Amati
- Pietro Innocenzi
- Salvatore Argento
- Sergio Leone
- Steno
- Sergio Martino
- Sergio Pastore
- Piero Piccioni
- Silvana Pampanini
- Paolo Villaggio
- Franco Bruno

Penna d'argento
- Vito Matassino
- Ezio Pizzi
- Matteo Spinola
- Osvaldo De Santis
- Franco Di Pietro
- Elena Pizzi
- Anna Maria Casanova
- Patrizia Ugolotti

Nastro Azzurro per i maggiori incassi dei film italiani
- Amici miei - Atto IIIº
- Tutta colpa del paradiso

Nastro Azzurro per i maggiori incassi dei film stranieri
- Rambo 2 - La vendetta
- Rocky IV

Targa d'oro
- Rocco Moccia
- Gian Mario Feletti
- Mario Bregni
- Amedeo Limentani

Vittoria alata
- Monica Guerritore
- Gabriele Lavia
- Christian De Sica
- Jerry Calà
- Massimo Boldi
- Ezio Greggio

Vittoria cinematografica
- Aurelio De Laurentiis
- Fulvio Lucisano
- Bernhard Weinreich
- Franco Piccioli
- Felice Colaiacomo
- Sandro Pierotti
- Paolo Ferrari
- Gaetano Scaffidi
- Yoram Globus
- Menahem Golan
- Manfredi Traxler
- Vania Protti
- Ivo Grippo
- Gino Colombo
- Attilio D'Onofrio
- Pierantonino Berté

Vittoria cinematografica
- Emanuele Milano
- Pio De Berti Gambini

Vittoria Samotracia d'argento
- Italo Zingarelli
- Roberto Palaggi
- E.B. Clucher
- Bud Spencer
- Terence Hill

Vittoria di Samotracia
- Mario Cecchi Gori
- Vittorio Cecchi Gori
- Luigi De Laurentiis
- Aurelio De Laurentiis
- Luciano Martino
- Monica Venturini
- Mino Loy
- Gianfranco Piccioli
- Giovanni Di Clemente
- Mauro Berardi
- Franco Committeri
- Mario Monicelli
- Nanni Loy
- Dario Argento
- Carlo Vanzina
- Alberto Sordi
- Ugo Tognazzi
- Massimo Troisi
- Francesco Nuti
- Giuliana De Sio
- Carlo Verdone
- Enrico Montesano
- Renzo Montagnani
- Athina Cenci
- Lello Arena

### 22ª edizione
La 22ª edizione si è svolta nel 1987. Di seguito sono riportati i premiati suddivisi a seconda del premio ricevuto.
Medaglia d'oro
- Roberto Moscatello
- Roberto Santini
- Franco Innominati
- Ruggero Tucci
- Vitaliano Ponzuoli
- Francesco Marini
- Enzo Ranaldi
- Ottorino Zanardi
- Corrado Bufalino
- Renata Bellotti
- Anna Angelucci
- Laura Quercia
- Metella Filesi Romani
- Maria Cardosi
- Domenica Mastrorosato
- Benedetto Bugliosi
- Federico Attanasio
- Euro Galeotta
- Pio Caperna
- Italo Pugliese
- Mario Parigi
- Alessandro Silvestri
- Luigi Buschiazzo
- Vezio Giannetti
- Franco Bagnocavallo
- Lamberto Coletta
- Silvano Battisti
- Luigi Pizzi
- Mario Zignali
- Carlo Delle Piane
- Giuliano Montaldo
- Nanni Loy
- Anna Maria Clementelli
- Geo Taparelli
- Stefano Mangiavacchi
- Anselmo Passacantilli
- Achille Valdata
- Vinicio Marinucci
- Lino Micciché
- Giovanni Grazzini
- Pier Paolo Pineschi

Penna d'argento
- Piero Cinelli
- Luigi Filippi
- Roberta Romei
- Franco Di Pietro
- Osvaldo De Santis
- Vito Matassino
- Franco Scampini

Targa d'oro
- Luigi Grassi
- Attilio D'Onofrio
- Enzo Zucca
- Elena Pizzi
- Ezio Pizzi

Vittoria di Samotracia
- Carlo Bernasconi
- Mario Cecchi Gori
- Vittorio Cecchi Gori
- Franco Committeri
- Franco Cristaldi
- Luigi De Laurentiis
- Aurelio De Laurentiis
- Fulvio Lucisano
- Filippo Paolone
- Gianfranco Piccioli
- Gian Paolo Cresci
- Pupi Avati
- Luca Verdone
- Jerry Calà
- Christian De Sica
- Enrico Montesano
- Francesco Nuti

Vittoria cinematografica
- Pierantonino Berté
- Felice Colaiacomo
- Franco Piccioni
- Marcello Di Tondo
- Paolo Ferrari
- Yoram Globus
- Menahem Golan
- Mario Pesucci
- Sandro Pierotti
- Gaetano Scaffidi

Vittoria di Samotracia d'argento alla carriera
- Gina Lollobrigida

### 23ª edizione
La 23ª edizione si è svolta nel 1988. Di seguito sono riportati i premiati suddivisi a seconda del premio ricevuto.
Medaglia d'oro
- Fedele Cagnina
- Guglielmo Innocenti
- Jole Altieri
- Lia Bernardini
- Liliana Ceci
- Giovanna Furlan
- Marisa Salvadori
- Roberto Di Giovanni
- Giorgio Gagliardi
- Gaetano Sagaria
- Giorgio Muzzi
- Enrico Moranti
- Franco Andreotti
- Renato Serafini
- Emilio Vesperini
- Lucio Umberto Vicini
- Ugo Poggi
- Mario Fiorito
- Nicola Santangelo
- Biagio Aragona
- Giovanni Lupo
- Walter Perugini
- Fausto Taddei
- Luciano Ortu
- Carlo Alberto Balestrazzi
- Sandro Simeoni
- Tazio Secchiaroli
- Enrico Cogliati Dezza
- Franco Giacomini
- Bruno Borgognomi
- Luigi Campioni
- Carlo Du Bois
- Gino Vinciguerra
- Mario Cartocci
- Carlo Cafiero
- Gábor Pogány
- Nino Cristiani
- Rosa Alba De Gaetano
- Franca Di Palma
- Mario Liggeri
- Elena Fanelli Giorgio
- Filiberto Bandini
- Bruno Vailati
- Carlo Lizzani
- Citto Maselli
- Franco Zeffirelli
- María Mercader
- Gianni Agus
- Gabriele Ferzetti

Penna d'argento
- Maria Pia Fusco
- Giovanna Grassi
- Gloria Satta
- Roberta Romei
- Tilde Corsi
- Patrizia De Cesari
- Anna Paoletti

Targa d'oro
- Gian Paolo Cresci
- Paolo Leonardi
- Franco Di Pietro

Vittoria di Samotracia
- Luciano Martino
- Leo Pescarolo
- Silvia D'Amico
- Carlo Cucchi
- Luigi De Laurentiis
- Aurelio De Laurentiis
- Mario Cecchi Gori
- Vittorio Cecchi Gori
- Giovanni Di Clemente
- Christian De Sica
- Carlo Verdone
- Giuliana De Sio
- Giancarlo Giannini
- Michele Placido
- Dario Argento
- Giuliano Montaldo
- Carlo Vanzina

Vittoria cinematografica
- Pierantonino Berté
- Giovanna Romagnoli
- Felice Colaiacomo
- Gaetano Scaffidi
- Sandro Pierotti
- Paolo Ferrari
- Bernadr Weinreich
- Mario Pesucci

Vittoria di Samotracia alla carriera
- Franco Cristaldi

### 24ª edizione
La 24ª edizione si è svolta nel 1989. Di seguito sono riportati i premiati suddivisi a seconda del premio ricevuto.
Medaglia d'oro
- Glenn Mitchell
- Tamara Baroncini
- Franca Marzi
- Anna Maria Dattilo
- Maria Luisa Golini
- Franca Sraga
- Renato Barberis
- Alfredo Cascia
- Alfredo Emidi
- Roberto Pagliarini
- Luciano Dionisi
- Livio Luppi
- Maria Pia De Angelis
- Mirella Picchiarelli
- Ferdinando Cacciamani
- Guglielmo Fiordelmondo
- Manlio Santarelli
- Mario De Simone
- Oreste Lionello
- Massimo Girotti
- Giuliano Gemma
- Lina Wertmüller
- Luigi Magni
- Romualdo Battaglia
- Tullio Kezich
- Fulvio Lucisano
- Gianni Minervini
- Pietro Notarianni
- Lucio Capograssi
- Franco Ventura
- Leda Serrani
- Carlo Giombi
- Giuseppe Ferrazza
- Fabio Pietra
- Mario Longardi
- Enrico Lucherini
- Matteo Spinola
- Lucia Mirisola
- Sergio Jacquier
- Otello Angeli
- Nazareno Grossi
- Cesare De Biase
- Salvatore Biondi
- Marcello Cipollini
- Mario Calzini
- Carlo Bongiovanni
- Sergio Bartoli
- Renato Marzi
- Luigi Barone
- Manrico Conti
- Gilberto Petrucci
- Mauro Casaro

Vittoria di Samotracia d'argento
- Giulio Andreotti
- Silvio Berlusconi
- Emmanuele Milano
- Mario Cecchi Gori
- Mario Pesucci

Vittoria di Samotracia
- Vittorio Cecchi Gori
- Mauro Berardi
- Gianfranco Piccioli
- Luciano Martino
- Leo Pescarolo
- Franco Cristaldi
- Claudio Bonivento
- Francesca Archibugi
- Neri Parenti
- Carlo Verdone
- Francesco Nuti
- Paolo Villaggio
- Osvaldo De Micheli

Penna d'oro
- Franco Bruno

Penna d'argento
- Tonino Pinto
- Anna Maria Mori
- Claudia Vinciguerra
- Gabriella Sergio
- Antonella Longardi

Vittoria cinematografica
- Gian Paolo Cresci
- Bernhard Weinreich
- Sandro Pierotti
- Riccardo Avila

Targa d'oro
- Giorgio Tamberlani
- Osvaldo De Santis

### 25ª edizione
La 25ª edizione si è svolta nel 1991. Di seguito sono riportati i premiati suddivisi a seconda del premio ricevuto.
Medaglia d'oro
- Alberto Anzellotti
- Alfredo Dioguardi
- Valerio Garzia
- Livio Perugini
- Marcello Valesani
- Dante Trani
- Aldo Carfagna
- Gianfranco De Siati
- Romano Liberatore
- Sergio Tiberti
- Pietro Zacchei
- Marisa Chiucini Lelli
- Anna Maria Filco Vijak
- Fiorella Gimelli
- Angela Martinelli
- Roberta Tulumello
- Giuliana Fedeli
- Vera Cozzolino
- Giuseppe Cappelloni
- Mario Cearini
- Giuseppe Serrecchia
- Gilberto Scarpellini
- Stefano Cialoni
- Alberto Sciarretta
- Peppino Grandinetti
- Domenico Anelli
- Raffaele Landi
- Carlo Mamprin
- Oscar Palmirani
- Angelo Frontoni
- Rinaldo Geleng
- Osvaldo De Micheli
- Osvaldo Civirani
- Luciano Luna
- Fede Arnaud
- Carol Levi
- Maurizio Mangosi
- Salvatore Siciliano
- Alfredo Nicolai
- Gianni Massaro
- Ennio Morricone
- Lino Banfi
- Riccardo Cucciolla
- Giancarlo Giannini
- Glauco Onorato
- Giuliano Montaldo

Vittoria di Samotracia
- Agenore Incrocci
- Leonardo Benvenuti
- Piero De Bernardi
- Furio Scarpelli
- Marco Ravaglioli
- Gian Paolo Cresci
- Mario Cecchi Gori
- Vittorio Cecchi Gori
- Luigi De Laurentiis
- Aurelio De Laurentiis
- Carlo Verdone
- Carmelo Rocca
- Carmine Cianfarani
- Mario Pesucci
- Christian De Sica
- Ezio Greggio
- Ornella Muti
- Alberto Sordi
- Monica Vitti

Vittoria cinematografica
- Riccardo Avila
- Aurelio De Laurentiis
- Paolo Ferrari

Targa d'oro
- Guido Cartoni

### 26ª edizione
La 26ª edizione si è svolta il 1º luglio 2009. Di seguito sono riportati i premiati suddivisi a seconda del premio ricevuto.
Medaglia d'oro
- Fausto Ancillai
- Angela Anzimani
- Vittorio Bernardini
- Franco Boldi
- Barbara Bozzi
- Luigi Branca
- Filippo Cafolla
- Giancarlo Cartocci
- Mimmo Chiofalo
- De Angelis della Cinears
- Ezio Di Monte
- Alberto Doni
- Stefano Fava
- Antonio Gabrielli
- Mirella Gianelli
- Jeff Goodwin
- Luigi Grispello
- Silvio Laurenzi
- Alfredo Marchetti
- Mario Novelli
- Stefano Pellegrini
- Franco Pochesci
- Federico Savina
- Antonio Spoletini
- Adriano Tiberi
- Enrico Umetelli

Vittoria di Samotracia
- Luigi Abete
- Antonio Avati
- Pupi Avati
- Richard Borg
- Nancy Brilli
- Christian De Sica
- Paolo Ferrari
- Giuliano Gemma
- Bianca Giordano
- Eleonora Giorgi
- Pietro Innocenzi
- Fulvio Lucisano
- Paolo Protti

Penna d'argento
- Michele Anselmi
- Valerio Cappelli
- Laura Delli Colli
- Giancarlo Di Gregorio

Targhe speciali
- Lino Capolicchio
- Ninetto Davoli
- Carlo Delle Piane
- Sergio Leone
- Romano Milani
- Pipolo (alla memoria)

Targa annuario del cinema italiano e audiovisivi
- Piero Marrazzo
- Francesco Perrotta
- Ilaria Setaccioli
- Valerio Setaccioli
- Mago Silvan

### 27ª edizione
La 27ª edizione si è svolta il 9 giugno 2010. Di seguito sono riportati i premiati suddivisi a seconda del premio ricevuto.
Medaglia d'oro
- Luciano Anzellotti
- Elisabetta Boni
- Dario Ceruti
- Roberta Cialfi
- Mario Colliva
- Giancarlo Del Brocco
- Fabrizio Foti
- Giovanni Giometti
- Lorenzo Grasso
- Sergio Marra
- Ferdinando Merolla
- Elisabetta Montaldo
- Roberto Moroni
- Roberto Morville
- Manuela Pineschi
- Renato Sardini
- Luciana Soli
- Maria Spigarelli
- Silvano Spoletini
- Maria Cristina Strauss

Vittoria di Samotracia
- Carlo Bernaschi
- Massimo Ferrero
- Massimo Ghini
- Maurizia Graziosi
- Franco Mariotti
- Francesca Neri
- Luciano Sovena
- Carlo Vanzina
- Enrico Vanzina

Penna d'argento
- Filvia Caprara
- Mario Di Francesco
- Luigi Filippi
- Franco Montini
- Gloria Satta
- Marco Spagnoli

Targa d'oro annuario del cinema italiano e audiovisivi
- Mario Verdone (alla memoria)
- Elisabetta Bucciarelli
- Andrea Crisanti
- Luciana Della Fornace
- Sofia Scandurra

### 28ª edizione
La 28ª edizione si è svolta il 14 ottobre 2011. Di seguito sono riportati i premiati suddivisi a seconda del premio ricevuto.
Medaglia d'oro
- Filippo Spoletini
- Anna Maria Manna
- Lucio Trentini
- Teresa Di Serio
- Stefano Morbidelli
- Daniela Carloni
- Pino Petrollo
- Romeo Petrollo
- Gaetano Martino
- Umberto Lucignano
- Pasquale Cuzzupoli
- Rita Cervi
- Francesca Di Gianberardino
- Marzia Dal Fabbro
- Francesco Cucinelli
- Roberto Modica
- Marco Ferri

Vittoria di Samotracia
- Giuliano Montaldo
- Caterina D'Amico
- Riccardo Tozzi
- Giovanni Veronesi

Penna d'argento
- Paola Delle Fratte
- Cristina Clarizia
- Paola Comin

Targa speciale annuario del cinema italiano e audiovisivi
- Orso Maria Guerrini
- Luca Ward

### 29ª edizione
La 29ª edizione si è svolta il 19 ottobre . Per la prima volta nella storia della manifestazione è stata premiata una cantante: si tratta di Noemi ed è stata premiata con una Scultura "Lello Esposito" (premio creato appositamente per la novità) per il successo del singolo Vuoto a perdere (colonna sonora del film Femmine contro maschi di Fausto Brizzi). Di seguito sono riportati i premiati suddivisi a seconda del premio ricevuto.
Scultura "Lello Esposito"
- Noemi con Vuoto a perdere

Vittoria di Samotracia per la lunga e meritoria attività nel mondo del cinema
- Ezio Greggio
- Rocco Papaleo
- Maurizio Totti
- Lina Wertmüller

Penna d'oro per gli 80 anni d'età e per la sua straordinaria carriera nel mondo del cinema
- Enrico Lucherini

Medaglia d'oro fotografia
- Rino Barillari
- Sergio Salvati

Medaglia d'oro doppiaggio
- Pino Insegno

Medaglia d'argento come giovane promessa del cinema italiano
- Filippo Scicchitano
- Giulia Valentini

Medaglia d'oro
- Maurizio Amati

Targa annuario per soggetto e sceneggiatura di "K2"
- Mario Rossini
- Paolo Logli
- Alessandro Pondi
- Riccardo Irrera
- Mauro Graiani

Penna d'argento a chi fa comunicazione nel cinema
- Tiziana Rocca
- Maria Pia Fusco
- Gianpiero Cinelli

Medaglia d'oro scenografia
- Massimo Razzi

Medaglia d'oro come agente delle star
- Maria Grazia Di Nardo

Medaglia d'oro come sarte
- Maria Antonietta Salvatori
- Anna Orazi

Medaglia d'oro come impiegati Anica
- Gentilina Lorettelli
- Augusto Pinto

Medaglia d'oro come aiuto regista
- Inti Carboni

Medaglia d'oro come dirigente archivio storico luce
- Edoardo Ceccuti

Medaglia d'oro come truccatore e parrucchiera
- Ermanno Spera
- Francesca De Simone

Premio Lancia Award
- Dante Ferretti
- Francesca Lo Schiavo

Targa annuario come musicisti di fama internazionale
- Stelvio Cipriani
- Umberto Scipione